# Thor Pedersen
Thor Pedersen (ur. 14 czerwca 1945 w Gentofte) – duński polityk, matematyk, minister w kilku rządach, od 2007 do 2011 przewodniczący Folketingetu, poseł nieprzerwanie od 1985 do 2011.

## Życiorys
W latach 60. służył w gwardii królewskiej (Den Kongelige Livgarde). W 1978 ukończył studia matematyczne na Uniwersytecie Kopenhaskim. Przez wiele lat pracował w sektorze prywatnym. W latach 1974–1986 był radnym gminy Helsinge, od 1978 zajmował jednocześnie stanowisko burmistrza.
W 1985 po raz pierwszy uzyskał mandat posła do duńskiego parlamentu z ramienia liberalnej partii Venstre, od tego czasu skutecznie ubiegał się o reelekcję w kolejnych wyborach do 2007 włącznie. Od marca 1986 do września 1987 był ministrem mieszkalnictwa, następnie do stycznia 1993 pełnił funkcję ministra spraw wewnętrznych. Jednocześnie od czerwca 1988 do listopada 1992 był ministrem współpracy nordyckiej, a później do stycznia 1993 ministrem ds. gospodarki. Powrócił do rządu w listopadzie 2001 jako minister finansów. Urząd ten sprawował do listopada 2007.
Po wyborach w 2007 stanął na czele duńskiego parlamentu. Zajmował to stanowisko do 2011.